# Leichtathletik-Weltmeisterschaften 2013/Teilnehmer (Costa Rica)
| Gelbes Symbol für Goldmedaillen mit stilisierten Olympischen Ringen | Graues Symbol für Silbermedaillen mit stilisierten Olympischen Ringen | Braundes Symbol für Bronzemedaillen mit stilisierten Olympischen Ringen |
| ------------------------------------------------------------------- | --------------------------------------------------------------------- | ----------------------------------------------------------------------- |
| —                                                                   | —                                                                     | —                                                                       |

Der Leichtathletik-Verband Costa Ricas stellte einen Teilnehmer bei den Leichtathletik-Weltmeisterschaften 2013 in der russischen Hauptstadt Moskau.

## Ergebnisse

### Männer

#### Laufdisziplinen
| Athlet      | Disziplin | Vorlauf | Vorlauf | Halbfinale | Halbfinale | Finale             | Finale             |
| Athlet      | Disziplin | Zeit    | Platz   | Zeit       | Platz      | Zeit               | Platz              |
| ----------- | --------- | ------- | ------- | ---------- | ---------- | ------------------ | ------------------ |
| Nery Brenes | 400 m     | 46,16 s | 23      | 46,34 s    | 24         | nicht qualifiziert | nicht qualifiziert |